# 月の素顔
「月の素顔」（つきのすがお）は、ROUAGEのメジャー4枚目のシングル。1997年3月5日発売。マーキュリー・ミュージックエンタテインメント（現・ユニバーサルミュージック）よりリリース。

## 解説
- 2ndアルバム『MIND』からのシングルカット(アルバムとシングルの同時発売となっている)。シングルカットながら2万枚以上と、彼らのシングルでは高水準の売り上げを誇る。にもかかわらず、プレミアが付けられており、中古市場では定価の3～5倍で取引されていることも多い。
- カップリング「蜃気楼」は、ベストアルバム『カルチャー』にはアカペラバージョンで収録された。

## 収録曲
1. 月の素顔
  - 作詞:KAZUSHI/作曲:RIKA
2. 蜃気楼
  - 作詞:KAZUSHI/作曲:SHONO

## 参考
1. ↑  “ヴィジュアル系のオリコンまとめ。”.   seesaa. 2014年12月21日閲覧。